# Sjöingenjör
En sjöingenjör i Sverige arbetar främst som fartygsingenjör eller teknisk chef ombord på fartyg. Utbildningen är en 4-årig högskoleutbildning; 180 poäng + 90 poäng fartygsförlagd utbildning - sjöpraktik i totalt 10 månader och i utbildningsprogrammet ingår även högspänningsutbildningen Electro Technical Officer. Sjöingenjörer återfinns i flera olika branscher relaterade till sjöfart: Nybyggnations- och underhållsvarv, propellertillverkare, maskintillverkare, klassningssällskap, maritima myndigheter, maritima skadeförsäkringsbranschen, underhållsföretag och maritima miljöföretag. Sjöingenjörer återfinns även inom kärnkraften, oljeraffinaderier, oljeborrplattformar, processindustrin, energiföretag, tekniska chefer vid sjukhus, konsultföretag, service- & underhållschef, kvalitet och underhåll inom tillverkningsindustrin.
Sjöingenjörer kan inleda sin karriär med några år till sjöss och därefter gå till ansvarsfulla arbeten inom tillverknings-, kraft-, transport-, hamn-, processindustri-, offshore- eller rederiverksamhet. Arbetet är oftast internationellt och kräver kunskap inom olika områden; även språk, ekonomi, miljöteknik och management.
Sjöingenjör översätts på engelska till "Marine Engineer" och utbildningen benämns "Marine Engineering". Ett annat namn för sjöingenjörer som är anställda ombord på fartyg är: Maskinist/ Engineer / Fartygsingenjör / Chief Engineer - Teknisk Chef som för övrigt också är brandchef ombord.

## Utbildning

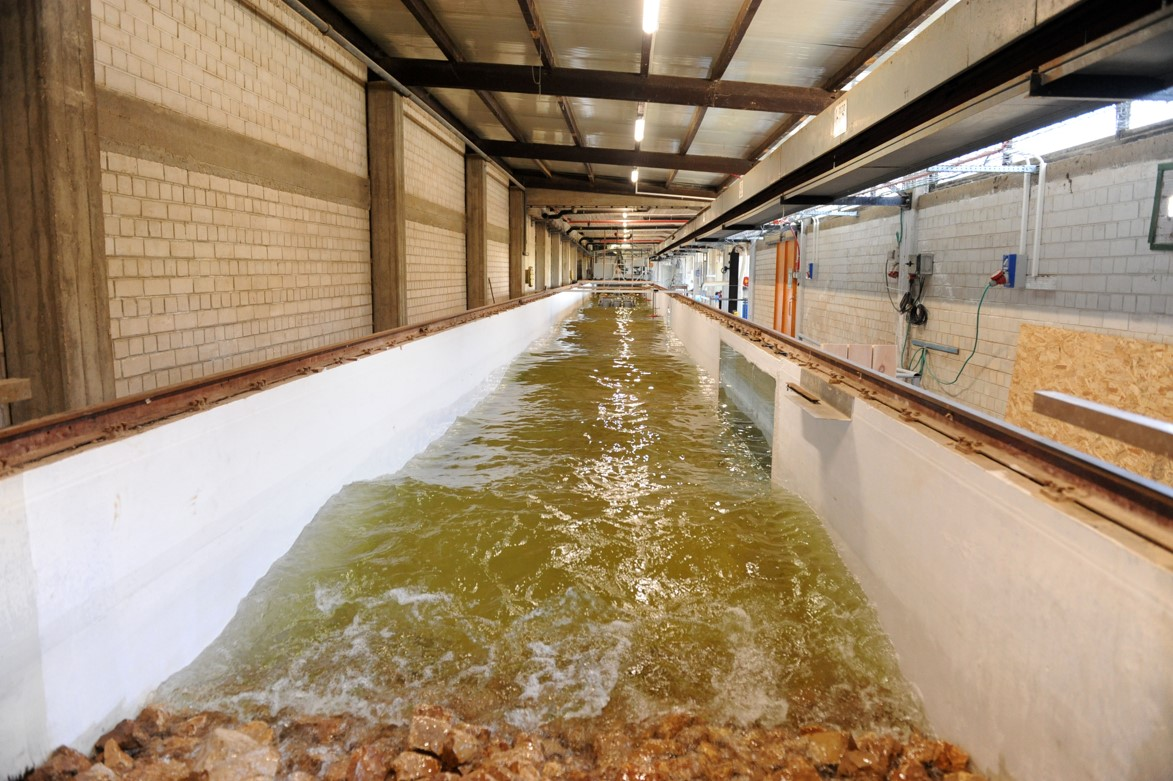
Wave Flume CAMERI, Technion Israel

Utbildning till sjöingenjör ges vid Sjöfartshögskolan i Kalmar som är en del av Linnéuniversitetet och Chalmers Tekniska högskola i Göteborg. Tidigare fanns på båda skolorna två sjöingenjörsprogram, ett treårigt och ett fyraårigt, men nuförtiden finns bara den fyraåriga kvar. Den fyraåriga högskoleutbildningen riktar sig till dem som inte har varit till sjöss i 36 månader tidigare och därmed behöver praktik i sin utbildning för att bli behöriga att arbeta som sjöingenjörer. Det är idag  ovanligt att studenter har den erfarenheten innan de börjar på utbildningen och därmed ingår 10 månaders praktik ombord på fartyg som en del av utbildningen.

## Påbyggnad
För att bredda utbildningen i bland annat ledarskap och chefskap ombord på fartyg eller i maritima/marina organisationer på land, finns ett antal maritima Masterprogram för att guida sjöfarten in i en ny era bland annat Maritime Management, MSc vid Chalmers tekniska högskola i Göteborg och vid WMU – World Maritime University i Malmö finns bland annat Masterprogram i Maritime Affairs, MSc. WMU i Malmö är ett Maritimt världssjöfartsuniversitet under International Maritime Organization och som ackrediterats och sedan 13 januari 2022 erkänts av Sverige  för utbildningsnivåer på Masternivå och filosofie doktorsnivå inom det maritima området - Phd . Vidare finns inom närområde ett Masterprogram; Executive MBA in Shipping and Logistics i Köpenhamn vid CBS -Copenhagen Business School för framtida ledare och chefer inom den internationella sjöfarten och som numera har många Sjöingenjörs-/Sjökaptens-/Skeppsbyggnads-alumner från Sverige. Vidare finns för yrkesverksamma Sjöingenjörer - Klassningsinspektör/fartyg som benämns på engelska Marine Surveyor och klassningsinspektörsutbildning ges av klassningssällskapens utbildningsorter på olika platser runt om i världen och är en kombination av teori och praktik och tar 1,5 - 2 år för auktorisation. För Technical Superintendents/Vessel Managers som innebär att en inspektör vid rederi är ansvarig för ett antal fartyg; tekniskt, ekonomiskt och är de ombord-/fartygsanställdas närmaste kontakt och landchef finns Vessel Manager-utbildning vid bland annat MSK högskolan i Köpenhamn och utbildningstiden är deltid under 1 års tid. Vidare har det blivit vanligare att yrkesverksamma sjöingenjörer, framförallt ombordanställda men även landanställda, läser en distans- och onlineutbildning med veckovis övningar på plats vid utbildningsort och som besöks vid ledigheter från fartygstjänst, exempel på distans/onlineutbildning är Masterprogram i Ocean Engineering, MSc vid Virginia Tech och Masterprogram i Naval Architecture, MSc  vid University of Newcastle.